# Louane
Ne doit pas être confondu avec Loane (chanteuse).
Louane ou plus rarement Louane Emera, de son vrai nom Anne Peichert, est une chanteuse, musicienne et actrice française née le 26 novembre 1996 à Hénin-Beaumont. Elle se fait remarquer en 2013 dans le télé-crochet The Voice : La Plus Belle Voix, puis elle obtient une plus grande notoriété en 2014 grâce à son premier rôle dans le film La Famille Bélier, qui lui vaut notamment le César du meilleur espoir féminin en 2015.
Son premier album, Chambre 12, sorti en 2015, est l'album le plus vendu de l'année en France et il obtient la Victoire de l'album révélation de l'année en 2016. Elle sort ensuite quatre autres albums : Louane en 2017, Joie de vivre en 2020, Sentiments en 2022 et Solo en 2024.
Elle représente la France au Concours Eurovision de la chanson 2025 avec le titre Maman. Elle s'y classe septième tandis que sa chanson et sa performance artistique sont récompensées par deux prix décernés en marge du concours.

## Biographie

### Jeunesse
Anne Peichert naît le 26 novembre 1996 à Hénin-Beaumontdans le Pas-de-Calais où elle grandit. Elle a quatre sœurs et un frère,. Elle est orpheline depuis ses 17 ans.
L'ensemble de la fratrie sert comme enfants de chœur et Anne suit une éducation catholique jusqu'à la communion. Ses parents sont courtiers en assurance internationale. Son père a des origines allemande et polonaise, et sa mère portugaise et brésilienne. Diagnostiquée hyperactive dès l'âge de 8 ans, Louane explique que son père l'a souvent punie dans son enfance quand elle se bagarrait : « Il m'a disciplinée. Il était à la fois dur et plein d'amour »,.
Ses parents confient son éducation à une nourrice, Monique, qui partage avec elle sa passion de la musique. Louane raconte par la suite : « On chantait souvent ensemble. [Monique] pensait que j'avais un truc. Un jour, elle a décidé de m'inscrire à un concours de chant. J'avais huit ans. Elle a mis ma mère devant le fait accompli. On s'y est rendu, je suis sortie cinquième. Ça m'a fait peur, mais j'ai adoré ». Sa nourrice l'encourage à poursuivre, et convainc ses parents de l'inscrire à des cours de chant,.
Elle participe en 2009, à l'âge de 12 ans, à la seconde saison de l'émission L'École des stars, diffusée sur Direct 8, où elle interprète trois chansons.
En février 2013, alors qu'elle a 16 ans, son père Jean-Pierre Peichert décède d'un cancer avant la diffusion de l'émission The Voice à laquelle elle a participé. En avril 2014, elle a 17 ans quand sa mère, Isabel Peichert née Pinto Dos Santos, âgée de 50 ans, meurt également des suites d'un cancer,.

### Participation àThe Voice
Le directeur de casting, Bruno Berberes, repère Louane lors d'un concours de chant et convainc la mère de la jeune femme de l'inscrire à l'émission. En 2013, elle est candidate lors de la deuxième saison du télé-crochet The Voice : La Plus Belle Voix, sur TF1, où elle parvient en demi-finale, coachée par Louis Bertignac. Durant son parcours, elle rend hommage à son père qui meurt avant la diffusion de l'émission, en reprenant Imagine, sa chanson préférée. Sa mère, qui l'avait inscrite à The Voice, meurt l'année suivante. Sur son premier album, la chanson Maman lui est dédiée.
Le prénom de scène qu'elle choisit, Louane, est la contraction de son prénom (Anne) et de celui d'une de ses sœurs (Louise).

### La Famille Bélier(2014)

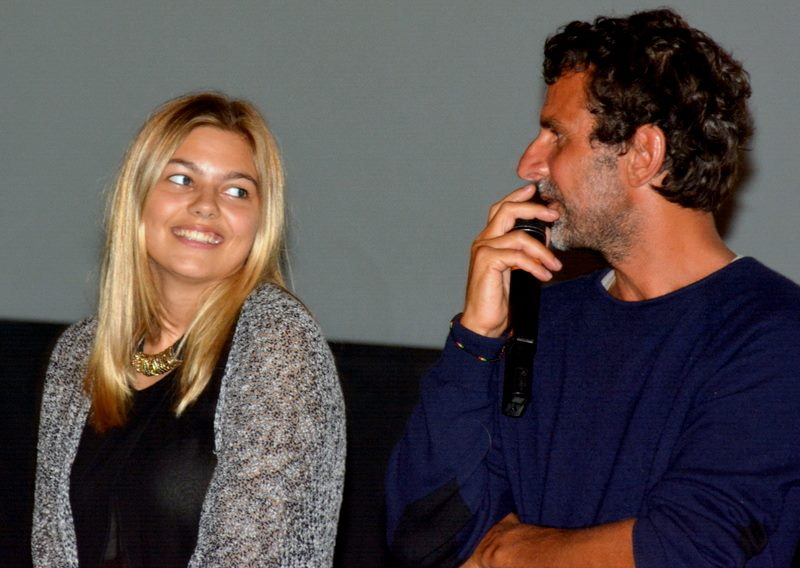
Louane Emera et Éric Lartigau à une avant-première de La Famille Bélier.

C'est en participant à The Voice que Louane attire l'attention d'Éric Lartigau, qui lui confie le rôle principal de son film La Famille Bélier, : Paula Bélier, une adolescente de seize ans, unique entendante d'une famille de sourds. À l'occasion, Louane apprend la langue des signes. Lorsque le film sort en salles en 2014, elle est élève en terminale littéraire au lycée international Montebello à Lille,. Le film obtient un grand succès public, avec près de 7,5 millions d'entrées en France. Début 2015, son interprétation de Paula Bélier lui vaut deux récompenses : le prix Lumière du meilleur espoir féminin et le César du meilleur espoir féminin. En février 2020 cependant, les journalistes du Monde Zineb Dryef, Clarisse Fabre et Laurent Telo affirment qu'Alain Terzian aurait usé de son influence pour imposer Louane dans la catégorie du meilleur espoir féminin à l'occasion de la 40e cérémonie des César.

### Chambre 12(2015)
Elle réalise son premier album, Chambre 12, qui sort le 2 mars 2015. Les chansons sont coécrites et réalisées par Patxi Garat, ancien candidat de la Star Academy 3, et Dan Black, du groupe britannique The Servant. Il se classe au sommet des ventes d'albums en France pendant douze semaines non consécutives.
Le premier single de cet opus est Jour 1, dont le clip a été tourné lors d'un week-end que la chanteuse passait avec quelques amis. À la suite du succès de ce titre et de son premier album, Louane enchaîne les promos sur les radios.
Une réédition de Chambre 12 sort début novembre 2015, avant le début de sa tournée (le Chambre 12 Tour), avec des titres inédits, dont la chanson Nos secrets, dont le single sort le 7 septembre 2015. Le 20 mai 2016, l'album est certifié double disque de diamant (1 000 000 d'exemplaires vendus).

### Louane(2017)

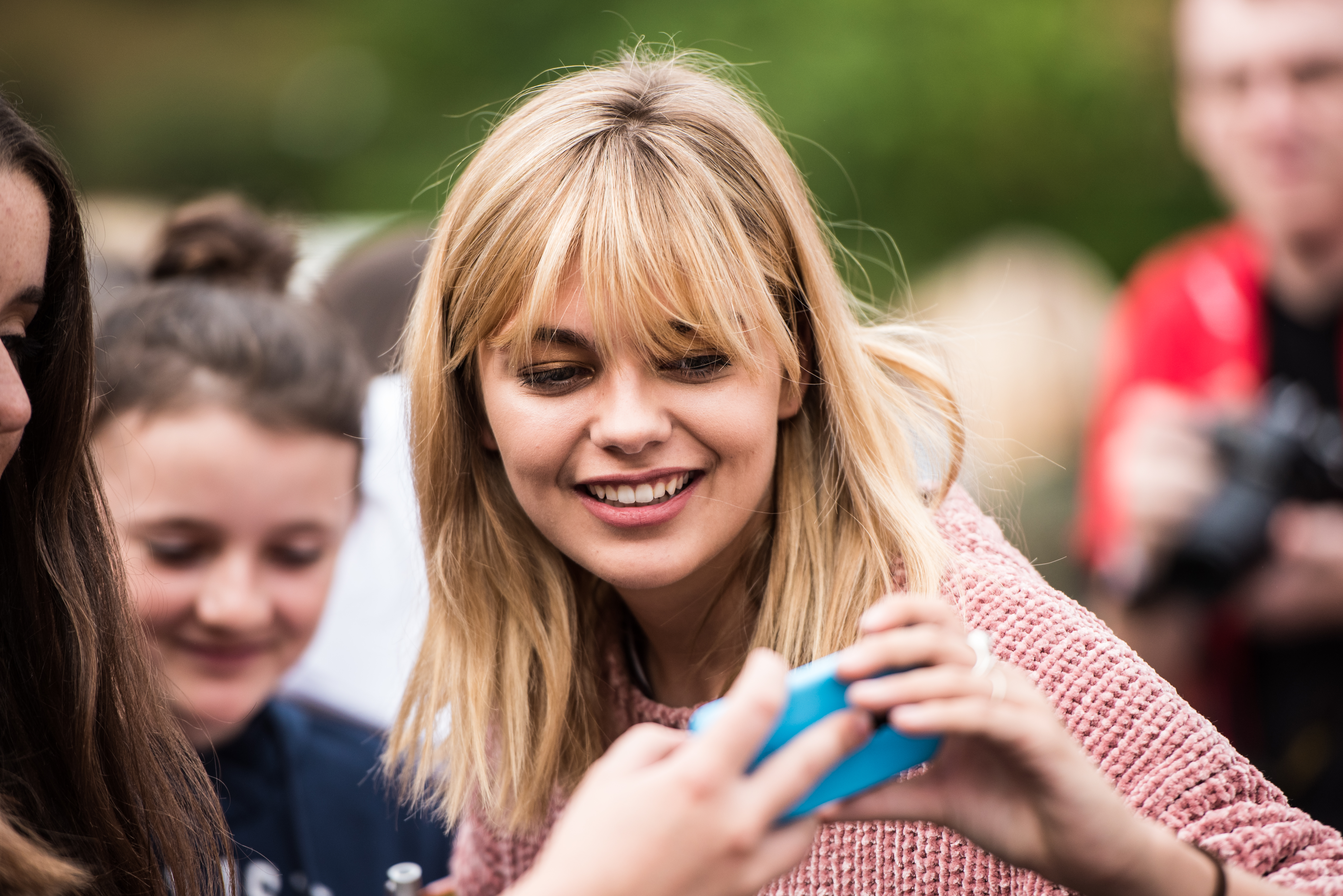
Louane en 2017.

Au mois de juin 2017, Louane sort un single On était beau comme premier extrait de son deuxième album studio Louane. Elle enchaîne en octobre avec Si t'étais là avant la sortie de son album le 10 novembre. Dans cet album, elle collabore avec plusieurs artistes comme Vianney, Julien Doré ou Loïc Nottet. Elle sort le 23 février 2018 son troisième single, Immobile, extrait de son deuxième album avant d'entamer une deuxième tournée des Zéniths.
Le 9 novembre 2018, sort une réédition de son album avec deux titres de Noël ainsi que son duo avec Julien Doré sur la chanson Midi sur novembre dont le clip sort le 7 novembre.
En 2019, elle est membre du jury pour la 9e édition du Nikon Film Festival présidée par la réalisatrice Marjane Satrapi.
En 2023, le single On était beau figure sur la bande originale de la deuxième saison de Heartstopper.

### Joie de vivre(2020)
En 2020, Louane revient avec son titre Donne-moi ton cœur (écrite et produite par le rappeur Damso), une chanson nostalgique et pleine de fierté selon l'artiste. L'instrumental est basé sur les sons des années 1990, début des années 2000. Le single a été écrit et composé par le rappeur Damso, les artistes ont longuement échangé à propos de cette chanson depuis 2019. En interview sur RTL, Louane avoue admirer le talent du rappeur et son travail. De plus, dans un live Instagram, la chanteuse annonce la préparation d'un nouvel album. Ce dernier sortira à l'automne 2020 et comportera différents styles de musique : du latino, de la trap, du hip-hop, des sons que la chanteuse apprécie écouter. Le nom de l'album Joie de vivre est révélé en septembre 2020. La pochette de l'album a été réalisée par le photographe britannique Martin Parr ; la chanteuse y est photographiée sur la plage du Touquet. La date de sortie de l'album est prévue pour le 23 octobre 2020. Le jour de la sortie de son album, elle dévoile le clip de son titre Peut-être. La réédition Joie de vivre (en couleur) sort en 2021.
Pour les 25 ans de Pokémon, Louane dévoile un titre inédit intitulé Game Girl. Dans le clip de la chanson, la chanteuse apparaît sur une boule rouge et blanche géante, ainsi qu'entourée d'éclairs de Pikachu.
En 2022, elle est coach pour la 8e saison de l'émission The Voice Kids. En décembre, elle annonce qu'elle ne sera pas présente pour l'édition 2023 du fait de sa tournée Le Club des sentiments.

### Sentiments(2022)
En octobre 2022, Louane est de retour avec un nouveau single Secret, dédié à sa fille, extrait de son nouvel album Sentiments qui sort le 9 décembre. Ce quatrième album, principalement piano et voix, est constitué de cinq chansons inspirées de ses propres sentiments et de cinq autres inspirées des histoires de ses fans. En 2023, une réédition intitulée Sentiments heureux propose sept nouveaux titres, et la réédition de la réédition Sentiments Heureux (nan j'déconne) en propose encore cinq supplémentaires. La tournée Le Club des sentiments a lieu de 2023 à 2024.

### Solo(2024)
Le 28 juin 2024, Louane dévoile son nouveau single intitulé La Pluie. La Pluie est le premier extrait du nouvel album de Louane, intitulé Solo, à paraître le 25 octobre. Cet opus est composé de 14 morceaux. Sur ce disque, Louane a notamment collaboré avec Tristan Salvati, un producteur parisien qui a déjà travaillé avec Angèle, Cœur de Pirate ou encore Julien Doré, et avec Olivia Merilahti (The Dø), qui a produit le morceau Souvenirs,. Ce cinquième album « montre une facette inédite de l'artiste où elle s’affirme, embrassant pleinement ses émotions, sans crainte d'essayer de nouvelles choses ou de se mettre en danger » peut-on lire via un communiqué de presse de la maison de disques. Après plus de dix ans de carrière, l'interprète de Secret a bien l'intention d'entamer une nouvelle ère musicale.

### Participation à l'Eurovision (depuis 2025)

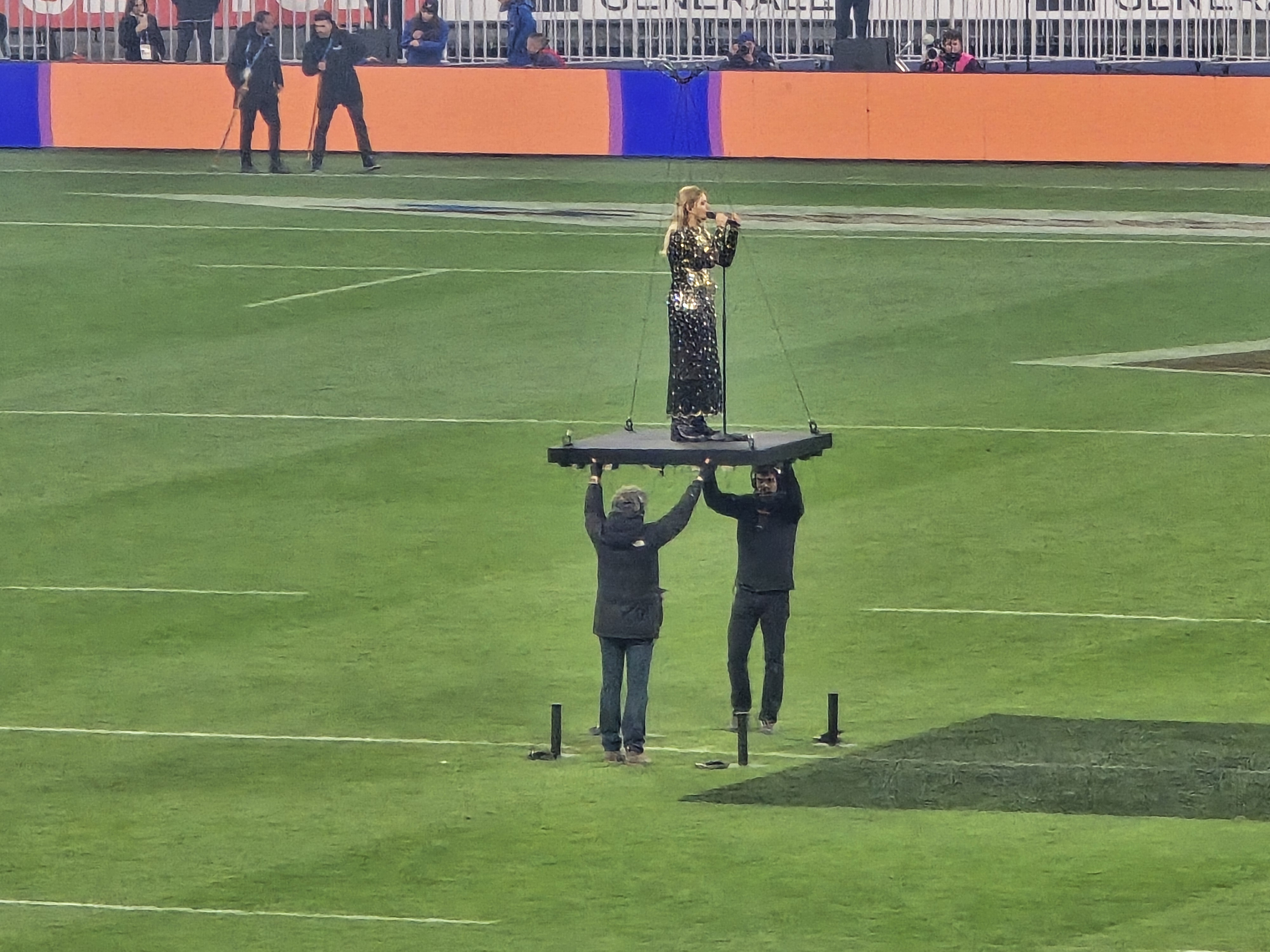
Louane lors de la révélation de sa chanson Maman à la mi-temps du match France-Écosse du Tournoi des Six Nations au Stade de France.

Le 30 janvier 2025, Louane annonce sur son compte Instagram qu’elle est choisie pour représenter la France au Concours Eurovision de la chanson 2025 qui a lieu à Bâle, en Suisse.
Le 15 mars suivant, lors de la mi-temps du match France-Écosse du Tournoi des Six Nations au Stade de France, elle dévoile en direct la chanson qu'elle interprétera pour l'Eurovision : Maman.
Lors de la finale du concours, elle est d'abord troisième à l'issue de la révélation des votes des jurys puis termine à la septième place après l'ajout des votes du public. Elle est par ailleurs honorée par deux récompenses annexes attribuées avant la finale : les Prix Marcel-Bezençon de la presse et de la meilleure contribution artistique.

## Vie personnelle
Elle est en couple, depuis l'été 2018, avec le musicien Florian Rossi avec qui elle a eu une fille, prénommée Esmée, fin mars 2020,. Fin 2024, ils annoncent leurs fiançailles et les célèbrent en juin 2025.

## Engagements et prises de position
Louane, victime de grossophobie à l'adolescence, a longtemps souffert de boulimie, d'hyperphagie et de dysmorphophobie, et elle milite sur ces sujets.
En 2016, elle participe aux Enfoirés pour Au rendez-vous des Enfoirés.
Louane soutient régulièrement le Secours populaire français dont elle est marraine.

## Tournées
Dès le début de sa carrière musicale en 2015, Louane a entrepris de défendre ses différents projets musicaux sur scène.
| Année(s)       | Nom                    | Dates          | Album soutenu            |
| Tête d'affiche | Tête d'affiche         | Tête d'affiche | Tête d'affiche           |
| -------------- | ---------------------- | -------------- | ------------------------ |
| 2015 - 2016    | Chambre 12 Tour        | 110            | Chambre 12               |
| 2017 - 2018    | Tour 2018              | 52             | Louane                   |
| 2022           | Louane en Concert      | 12             | Joie de vivre            |
| 2023 - 2024    | Le Club des Sentiments | ?              | Sentiments               |
| 2025 - 2026    | Solo Trip              | 40             | Solo / Tiens mon best-of |

## Filmographie

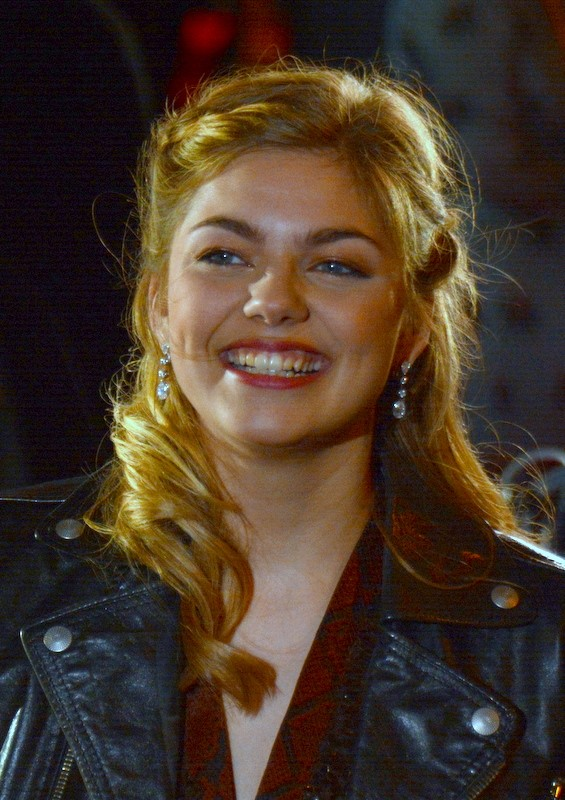
Louane Emera à la cérémonie des Césars 2015.

Sauf indication contraire, les informations mentionnées dans cette section peuvent être confirmées par les bases de données cinématographiques IMDb et Allociné,  présentes dans la section « Liens externes ».

### Cinéma
- 2014 : La Famille Bélier d'Éric Lartigau : Paula Bélier
- 2017 : Nos patriotes de Gabriel Le Bomin : Marie
- 2018 : Les Affamés de Léa Frédeval[54] : Zoé
- 2023 : Marie-Line et son juge de Jean-Pierre Améris : Marie-Line Leroy

### Télévision
- 2020 : Morts à l'aveugle, série audio de Julien Aubert (TCM Cinéma)[55] : Rosanna
- 2022 : Visions, mini-série franco-belge réalisée par Akim Isker (TF1) : Sarah Sauvant[56]

### Doublage

#### Films d'animation
- 2016 : Les Trolls : la princesse Poppy[57],[58]
- 2017 : Sahara : Eva[59]
- 2018 : Les Indestructibles 2 : Violette Parr[60],[61]
- 2021 : Belle : Suzu Naito / Belle[62]
- 2022 : Luck : Sam[63]

#### Série d'animation
- 2021 : L'Attaque des Titans : Sophia (saison 4)[64]

## Émissions de télévision
Cette section n'a pas vocation à lister toutes les émissions où elle est une simple invitée.
- 2009 : L'École des stars (saison 2) sur Direct 8 : candidate
- 2013 : The Voice : La Plus Belle Voix (saison 2) sur TF1 : candidate
- 2022 : The Voice Kids (saison 8) sur TF1 : coach
- 2024 : Popstars (saison 6) sur Prime Video : jurée
- 2025 : Concours Eurovision de la chanson 2025 : représentante de la France

## Distinctions

### Récompenses
- Lumières 2015 : meilleur espoir féminin pour La Famille Bélier
- Césars 2015 : meilleur espoir féminin pour La Famille Bélier
- NRJ Music Awards 2015 : révélation francophone de l'année
- Prix Talents W9 2016 : prix spécial du public
- Victoires de la musique 2016 : album révélation pour Chambre 12
- Prix Talent des talents France Bleu 2015 (élue par les internautes et les auditeurs)[65]
- Gulli’z 2015[66] :
  - Chanteuse préférée
  - Chanson préférée pour Jour 1
- NRJ Music Awards 2017 : artiste féminine francophone de l'année
- Album RTL de l'année 2018 pour l'album Louane
- NRJ Music Awards 2023 : chanson francophone de l'année pour Secret
- Prix Marcel-Bezençon de l'Eurovision 2025[42] :
  - Prix de la presse pour Maman
  - Prix de la meilleure performance artistique pour Maman

### Nominations
- Prix Talents W9 2016 : finaliste pour le prix du jury
- Victoires de la musique 2016 : chanson originale pour Avenir
- Victoires de la musique 2018 :
  - Artiste féminine de l'année
  - Chanson originale de l'année pour Si t'étais là
- NRJ Music Awards 2018 : artiste féminine francophone de l'année
- Victoire de la musique 2019 : chanson originale pour Midi sur novembre
- NRJ Music Awards 2020 :
  - Artiste féminine francophone de l'année
  - Clip de l'année pour Donne-moi ton cœur
- NRJ Music Awards 2021 :
  - Artiste féminine francophone de l'année
  - Meilleure collaboration francophone
  - Clip de l'année pour Derrière le brouillard avec Grand Corps Malade
- NRJ Music Awards 2023 : artiste féminine francophone de l'année[67]
- Victoires de la musique 2024[68] :
  - Artiste interprète féminine de l'année
  - Chanson originale de l'année pour Secret
- NRJ Music Awards 2024 : artiste féminine francophone de l'année et chanson de l'année pour La Pluie[69]